# Franz Zoller (Politiker)

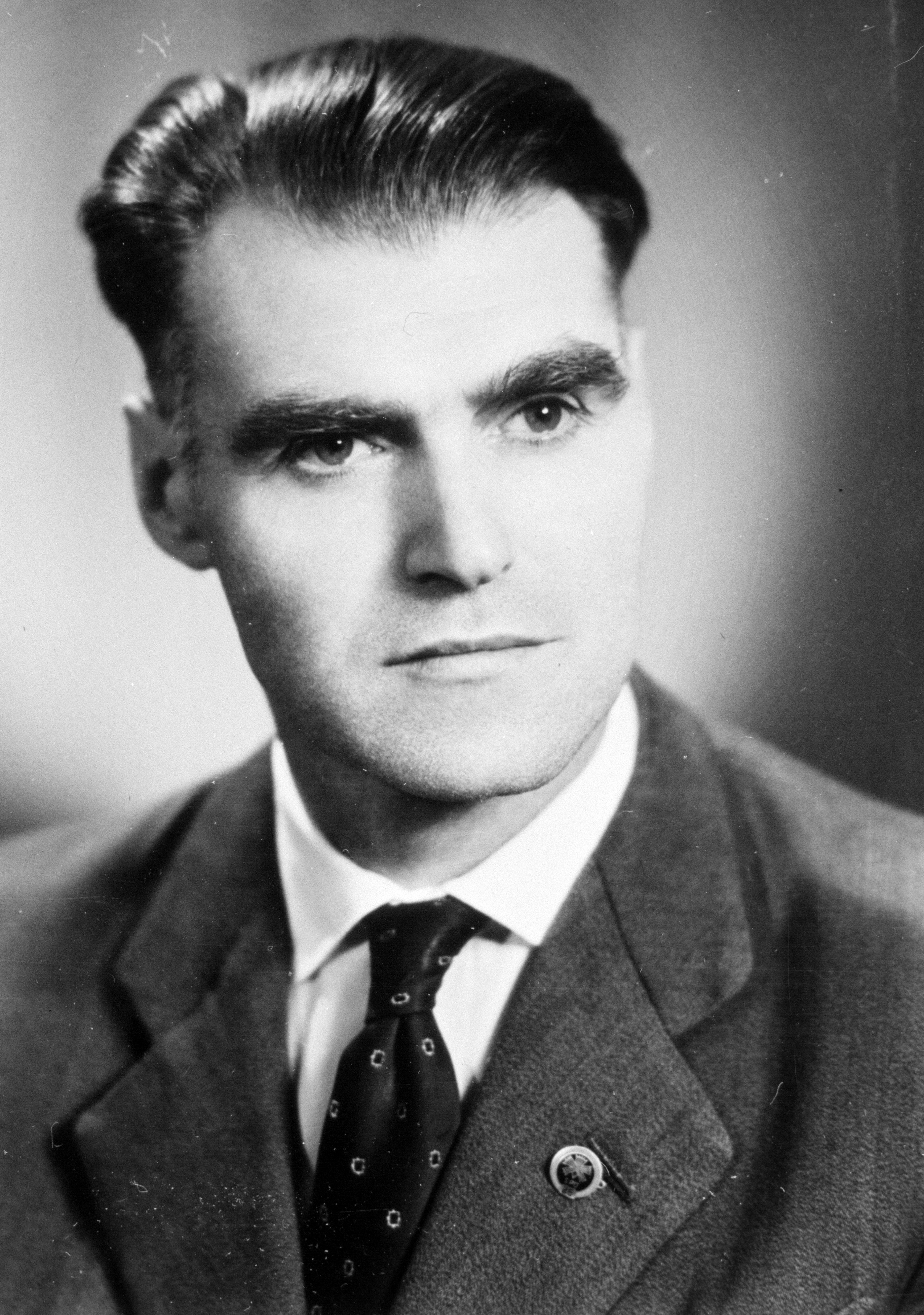
Franz Zoller

Franz Zoller (* 1. September 1912 in Bludenz; † 11. Juni 2002 in Rankweil) war ein österreichischer Politiker (SPÖ) und ÖBB-Beamter. Er war von 1954 bis 1969 Abgeordneter zum Vorarlberger Landtag. 

## Ausbildung und Beruf
Nachdem er fünf Jahre die Volksschule in Bludenz besucht hatte, wechselte Zoller für drei Jahre an die Bürgerschule in Bludenz. Er begann 1927 eine Lehre als Elektromonteur, die er 1930 mit der Gesellenprüfung abschloss. Gleichzeitig besuchte er drei Jahre die gewerbliche Fortbildungsschule. Er war in der Folge als Elektromonteur beschäftigt, wurde 1934 für längere Zeit arbeitslos und fand zunächst nur kurzfristige Anstellungen oder schlug sich mit Saisonarbeit durch. Er wurde im Februar 1942 zum Dienst im Zweiten Weltkrieg eingezogen, wobei er in der Folge bis Februar 1946 in amerikanischer und britischer Kriegsgefangenschaft war. Nach seiner Rückkehr aus dem Dienst trat er 1946 in Bludenz in den Dienst der Österreichischen Bundesbahnen. 

## Politik und Funktionen
Zoller wurde 1924 Mitglied des Arbeiter-Turn- und Sportvereins Bludenz und trat 1926 der Sozialistischen Arbeiterjugend bei. Er war ab 1927 als Funktionär und ab 1930 als Frauenturnwart des Arbeiter-Turn- und Sportvereins Bludenz aktiv. 1932 übernahm er die Funktion des Landesfrauenturnwarts des Arbeiter-Turn- und Sportvereins Vorarlberg, des Weiteren war er in der Zwischenkriegszeit Mitglied des Republikanischen Schutzbundes. Zoller war per 1. Jänner 1932 Mitglied der Sozialdemokratischen Partei und wurde nach dem Parteiverbot 1934 Mitglied der Revolutionären Sozialisten. 
Nach seiner Rückkehr aus dem Zweiten Weltkrieg wurde Zoller im Juni 1946 Mitglied der provisorischen Stadtvertretung von Bludenz. Er war von 1947 bis 1953 Stadtparteiobmann der SPÖ Bludenz und auf Bezirksebene von 1953 bis 1969 als Bezirksparteivorsitzender der SPÖ Bludenz aktiv. Auf Landesebene hatte er von 1953 bis 1969 die Funktion eines Mitglieds des Landesparteivorstandes der SPÖ Vorarlberg inne, des Weiteren war er Mitglied der Landesparteikontrolle der SPÖ Vorarlberg.
Als Abgeordneter des Wahlbezirkes Bludenz vertrat er die SPÖ zwischen dem 29. Oktober 1954 und dem 28. Oktober 1969 im Vorarlberger Landtag. Dort war er Mitglied im Rechts- und Immunitätsausschuss sowie Mitglied im Erziehungs- und Volksbildungsausschuss.
Zoller war von 1953 bis 1998 Obmann des Vereines Arbeiterheim Bludenz und wirkte von 1947 bis 1954 als Gewerkschaftsvertrauensmann der ÖBB Zugförderungsstelle Bludenz. Zudem war er Mitglied des Vereins der „Freien Schule Kinderfreunde“.

## Privates
Franz Zoller wurde als Sohn des Schuhmachermeisters Franz Zoller (1877–1919) aus Silz und dessen Gattin Rosina Zoller (1879–1929), geborene Schlierenzauer, aus Arzl in Bludenz geboren. Er heiratete am 24. Februar 1940 Mathilde Purtscher (1904–1992) und wurde Vater von zwei Töchtern und einem Sohn, die 1932, 1942 und 1947 geboren wurden.

## Auszeichnungen
- Ehrenobmann des Vereines Arbeiterheim Bludenz (1998)